# 港鐵南港島綫列車
港鐵南港島綫列車（英語：MTR South Island Line S-Train），制造商型號為 DKZ50，是港鐵公司的直流電客運電動列車，於2016年12月28日正式投入服務，行走於南港島綫。

## 概要
這款電動列車由中車長春軌道客車製造，設計使用壽命可達40年，其最高營運時速為80公里。

### 購入數量沿革
2012年4月16日，港鐵召開記者會，宣佈已向長春軌道客車購入10列3卡南港島綫無人駕駛列車，合共30卡，外型以及車廂設計近似市區綫同款車；法國MBD設計事務所負責列車內部設計，中國北車長客負責外部設計以及製造。
長春軌道客車則稱其後港鐵於2011年7月增訂10列3卡車廂列車，供南港島綫使用。列車總造價為5.41億港元，平均每列列車成本5400萬港元，每卡車廂成本則約1800萬港元，較其他市區線列車貴一至兩成。
首列南港島綫列車在2014年2月19日已經由赤灣港抵港，於港鐵小濠灣車廠上岸，而該列車亦於同年12月中運往黃竹坑車廠。
2019年9月起，列車車門編號貼紙換成接近九鐵款式。

## 特點

### 列車性能
與韓國製市區綫韓製列車一樣，這款列車相比行走東涌綫的機場鐵路列車以及和行走市區綫的市區綫現代化列車，具有較佳的加速率1.3 m/s2（4.68 km/h/s）和減速率0.8~1.35 m/s2（2.88~4.86 km/h/s），而現代化列車以及機場鐵路列車之加減速度均為3.6km/h/s。
由於這款列車的加速度與K-Train的相同，為了減少乘客不適，列車自動控制程式與初期通車時的日製近畿川崎列車（又稱SP1900/ 1950型電動列車、千九列車）一樣，加速時首兩秒加速度較慢，之後加速度明顯提高（嚴格來說本列車的加速與千九列車的加速稍有不同，本型列車提高加速度時較千九列車明顯）。

### 車門特點
這款列車客用車門與市區綫現代化列車及近畿川崎列車（SP1900/1950型電動列車）一樣都是「滑動式車門」，由上海法維萊交通車輛設備有限公司製造（與SP1900/1950型列車相同）；而非市區綫韓製列車的「嵌入式車門」，至於隔音效果比市區綫現代化列車良好。所有車門裝有手握。
另外，與機場鐵路列車一樣，車門設有獨立重開功能，如夾物會自動且獨立重開車門（及有關的月台幕門，如果幕門同時夾物的話）至特定闊度（該闊度足以讓有關物件或乘客鬆開），並自動關上，未有夾物的車門則不會重開，設計與SP1900/1950型列車類似；此功能限使用三次，三次之後如列車車門仍不能正常關上，電腦會自動開啟全部車門，重新關閉。所有車門關上後，顯示落車方向的提示燈才會熄滅。
與市區綫不同的是車門門軌只覆蓋車門關上的位置，當車門打開時，車門底部大部分正處於凌空狀態。
不久將來，這款列車的客用車門導向組件（door bottom guide assembly, DBG）會獲改良，以減輕物件被門所夾時，車門運作有欠順暢之患。

### 扶手
南港島綫列車則在靠近車門的位置採用欖形扶手，方便乘客緊握，然而列車座位兩旁並無採用弧形扶手。

### 控制裝置
本列車採用IGBT-VVVF及再生制動，用電量與韓製Rotem電動列車相若，與使用可關斷晶閘管斬波器（Si-GTO-Chopper）的市區綫現代化列車比較，用電量明顯較少。S-train首次採用由 SATEE（上海阿爾斯通交通電氣）製造的 OptONIX 系列 IGBT-VVVF（內地地鐵列車常用，如北京地鐵6號線、北京地鐵15號線列车，上海地鐵3/4/5號線列車，青島地鐵3號線列車及南京地鐵S1號線列車；而同樣為自動駕駛的新加坡SBS Transit東北線亦採用類似系統），為近年港鐵首款沒有採用三菱電機製驅動及控制元件的列車（磁勵音較三菱 VVVF 明顯）。

### 其他設備
- 列車空調機組和市區綫韓製列車、市區綫中國製列車一樣由澳洲Sigma Coachair製造，型號為RPR44MX5。
- 車卡連貫通道採用與伊藤忠近畿川崎列車一樣的德國品牌虎伯拉鉸接系統（HÜBNER Group）。
- 列車內部裝飾以及車廂旁板組件均由江蘇常州市的供應商製造，再交由長客組裝。
- 列車轉向架上的避震器（Damper）採用阿爾斯通製造的Dispen避震器。
- 集電弓由英國Brecknell Willis製造。
- 車廂廣播雖以港鐵格式錄製，但因發聲軟件以深圳地鐵（中車長客為1、2、3、5、7及9號線列車提供）及上海地鐵廣播為基礎，聲線及口音與深圳及上海地鐵相似，故不久港鐵對發聲軟件作出相應的調整。

## 設計
用於南港島綫的中車長客電動列車為首批由法國MBD設計事務所設計的列車，設計與市區綫同款列車相近，以市區綫中國製列車與大都會型列車技術平台作參考，闊度約3.2米、高約3.8米，每列列車共有3卡。由於南區與海洋息息相關，列車以「沿海之鄉」為設計主題，著重和暖、悠閒、輕鬆之特色。

### 車外
車身以啞光米白色為主色，並利用視覺效果將車門及車窗連成一體化之形態。車頂饰有紅色條带，但與現時市區綫中國製列車中間的紅色線條有所分別。車頭則採用流線型設計的線條，車頭燈則採用不規則的圖案設計。

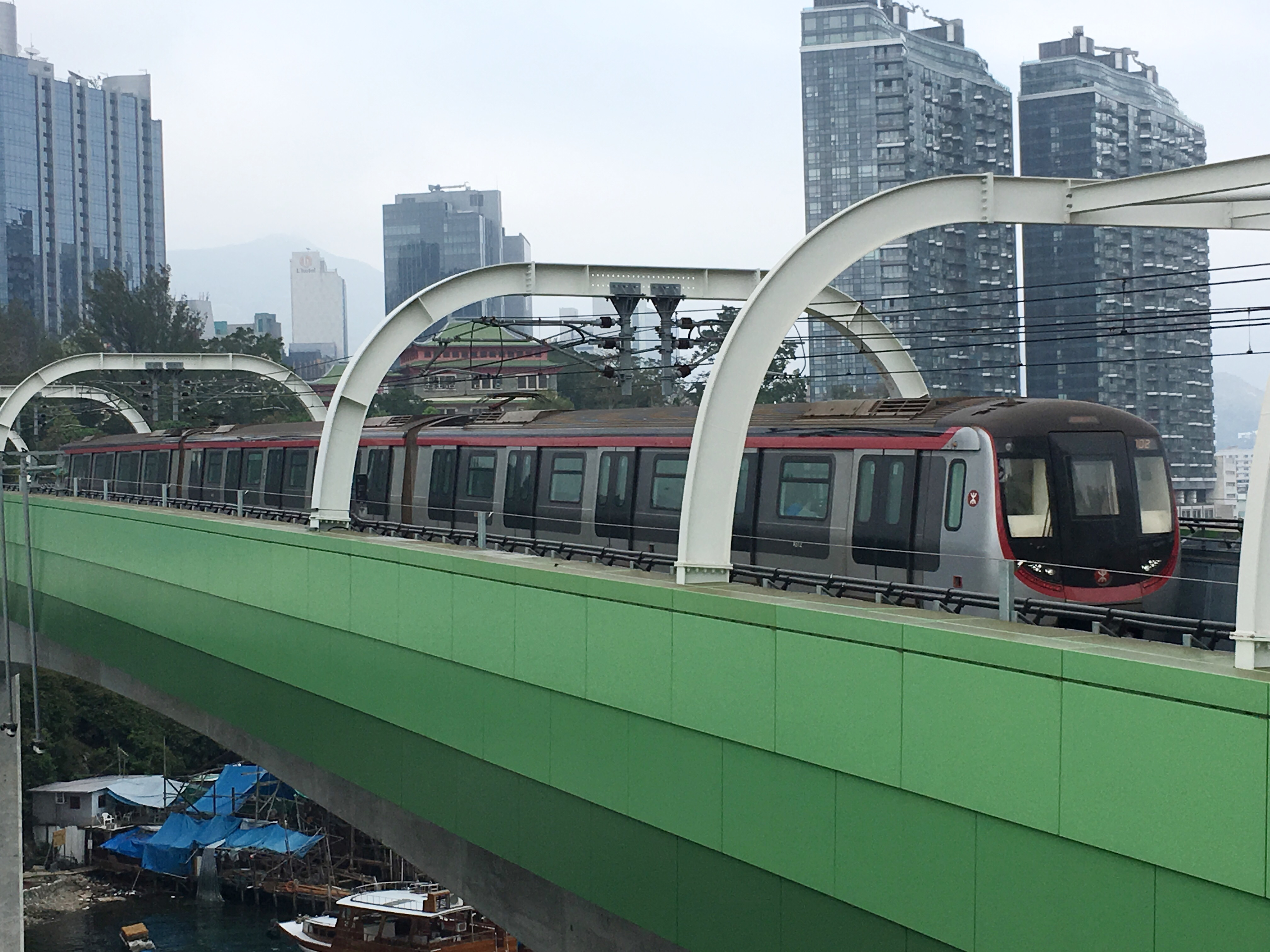
南港島綫中國製列車在香港仔海峽大橋上行駛
- 列車正在營運

### 車內
- 多用途空間：第一、三卡設有1個多用途空間，第二卡設有3個多用途空間；第一、三卡設45個座位，第二卡則為39個。多用途空間設有扶手，但不會設有半座位。[12]
- 吊環：列車的吊環採用軟物料製造，並採用人體工學設計。為使更多乘客能夠使用吊環，吊環將分為兩行，類似近畿川崎列車的設計。
- 電視機：車廂會設有四個電視機，為乘客提供影音資訊，亦設有靜音車廂。
- 閃燈路線圖：所有南港島綫列車內部設計除了路綫圖只顯示南港島綫的閃燈路綫圖。
- 扶手：列車靠近車門位置的扶手為分叉成三截的欖形扶手，方便乘客緊握扶手。（类似北京地铁5号线列车厂修前的扶手设计）
- 車廂：列車不設駕駛室，採用無人駕駛設計，為開放式車廂，讓乘客可以在車頭欣賞前方景色。車頭位置亦設有控制板，以便發生事故之時可以手動控制列車。天花燈箱採用水波紋的設計，而車門位置則有圓形燈箱。內部裝潢及色調均以海洋為主題，坐椅旁板及吊環為藍色，營造輕鬆悠閒的氣氛。

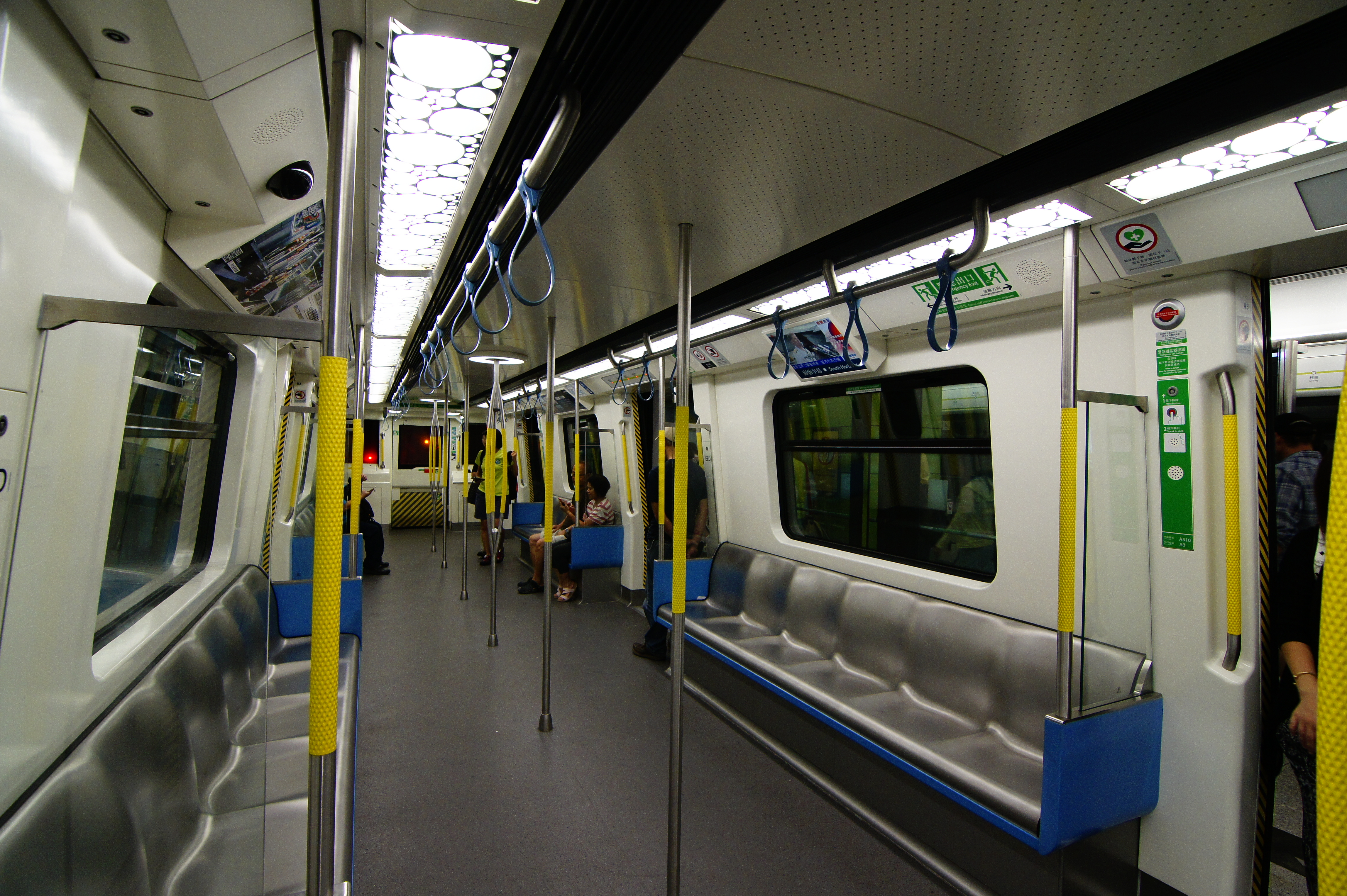
南港島綫車廂內貌
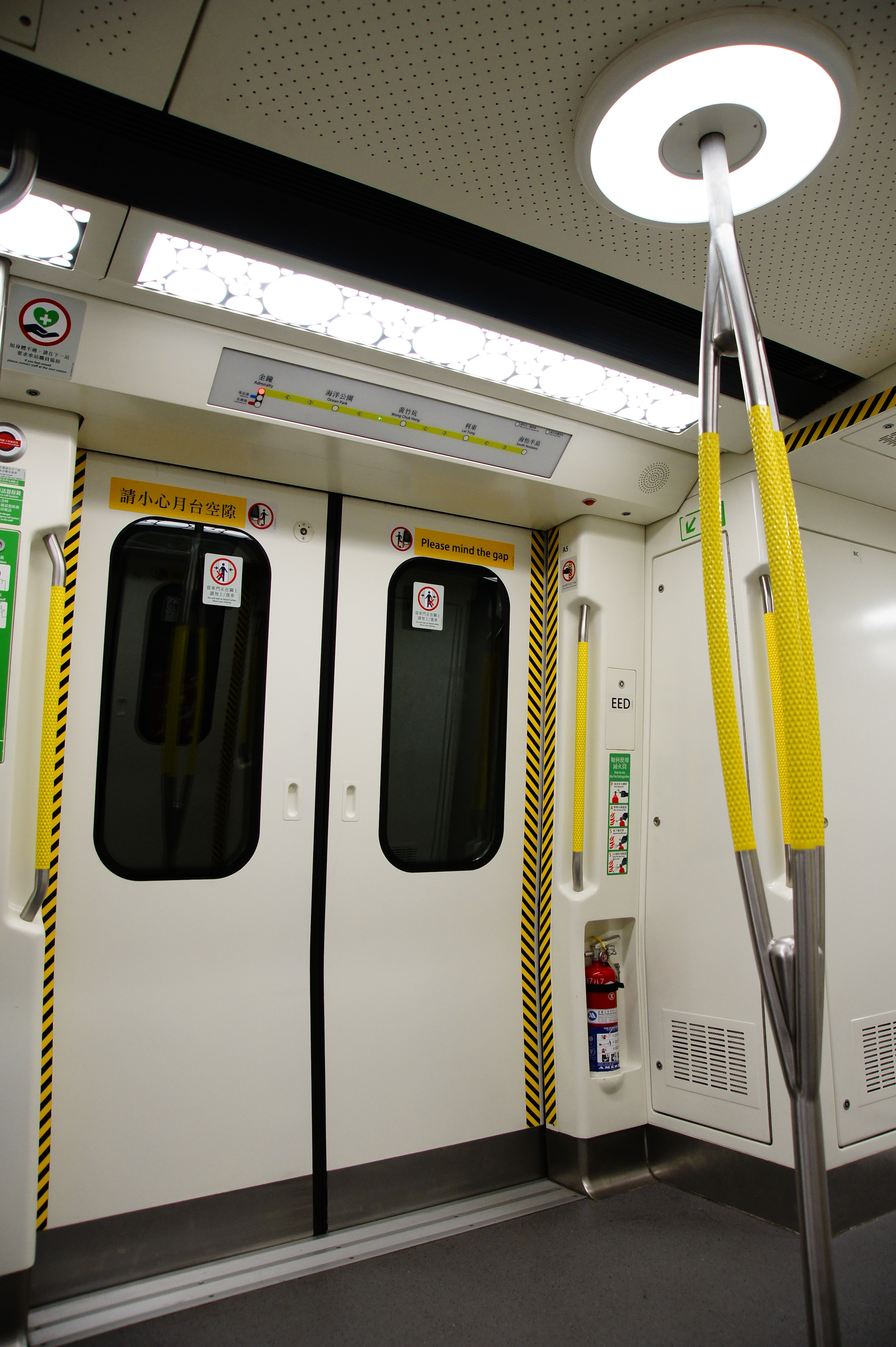
列車車門設有手把，車門正前方的垂直扶手為分叉成三截的欖形設計
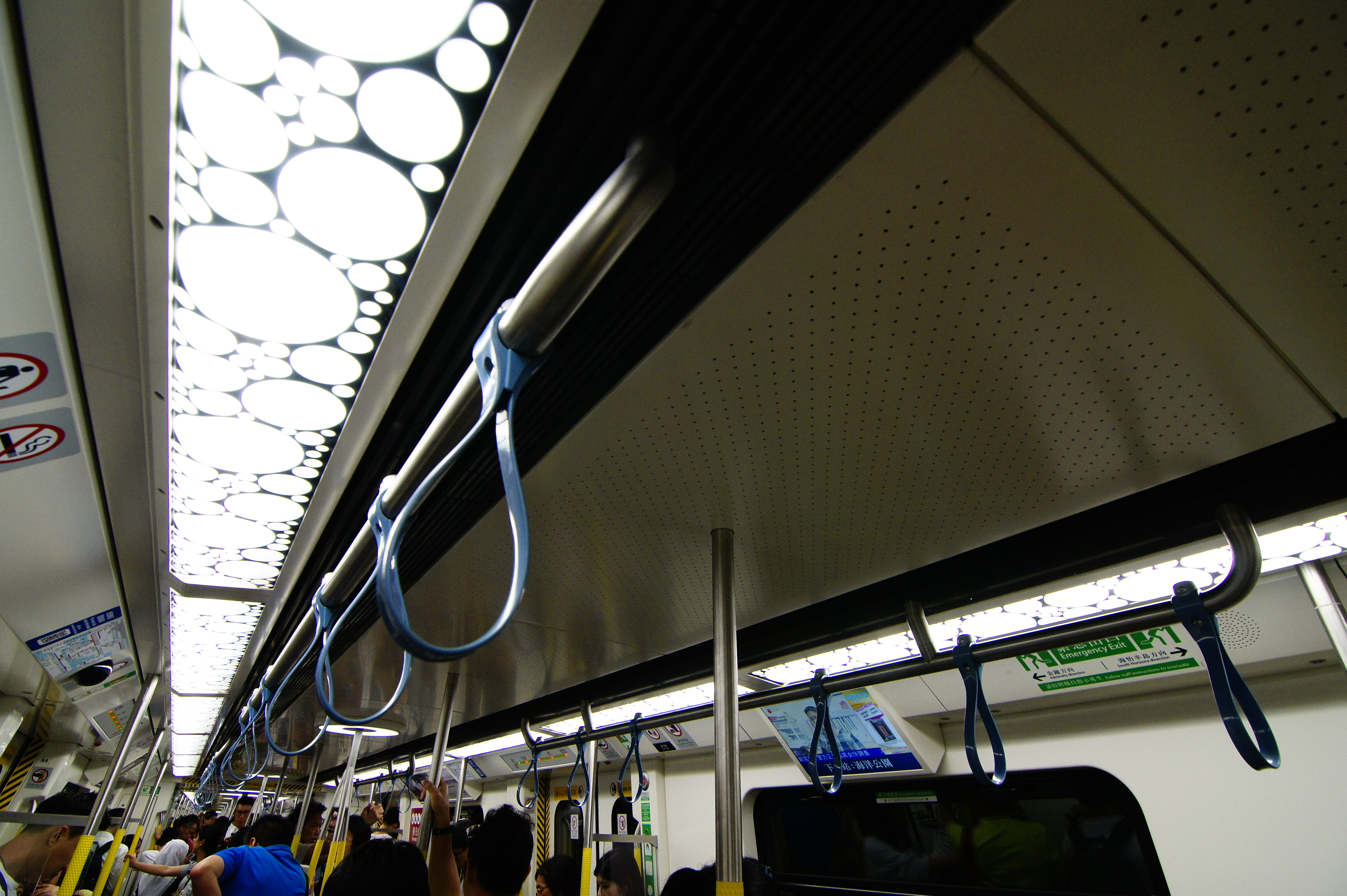
車廂採用具特色的燈罩、吊環扶手設於近兩旁座椅的上方

### 親親動物列車
部分列車在南港島綫啟用初期曾經貼上動物圖案貼紙，與南港島綫途經的香港海洋公園互相襯托。不過現時所有列車的貼紙已全數被除下。

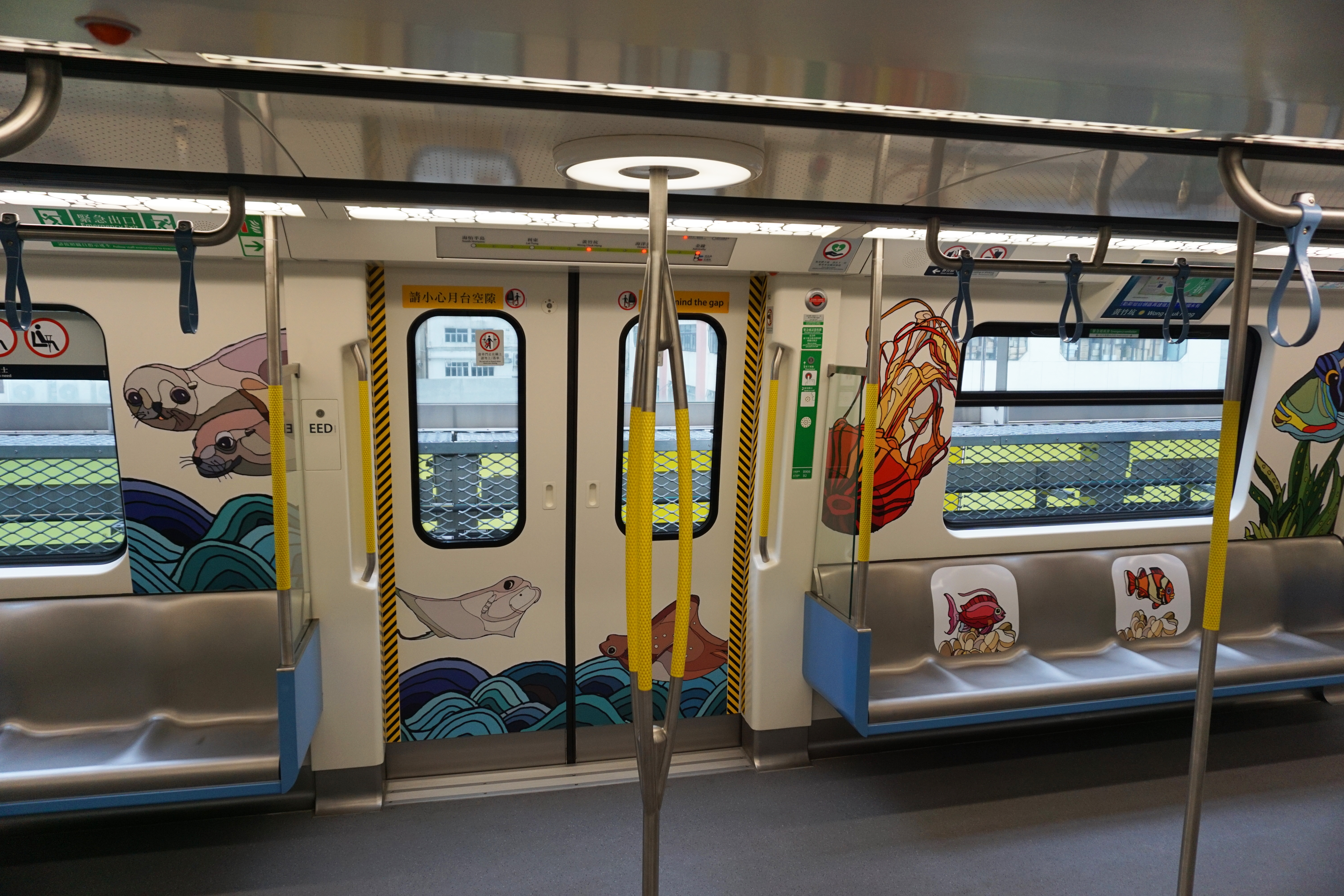
貼上動物圖案的南港島綫列車

### 大熊貓主題列車
由2024年12月19日起，會有兩列主題列車行走，編號為A501/A502及A505/A506。

### 無人駕駛
港鐵於2012年公佈時表示，南港島綫將會採用無人駕駛列車，並且配置全自動列車控制系統。正常情況之下，這款列車沒有車長駕駛，但是港鐵會派職員在列車上監視列車（此情況於同年12月由消防處獲得證實，當年港鐵提交予消防處之報告亦指出南港島綫列車不會達致完全無人駕駛）。如有故障，例如控制室未能控制列車或在颱風之時，職員可以使用備用的駕駛台人手駕駛（在正常運作時，操作台上蓋上蓋板）。港鐵表示，此舉能夠令系統更可靠、列車調動更為靈活，而車上的職員亦能更靈活及更直接的照顧乘客需要。

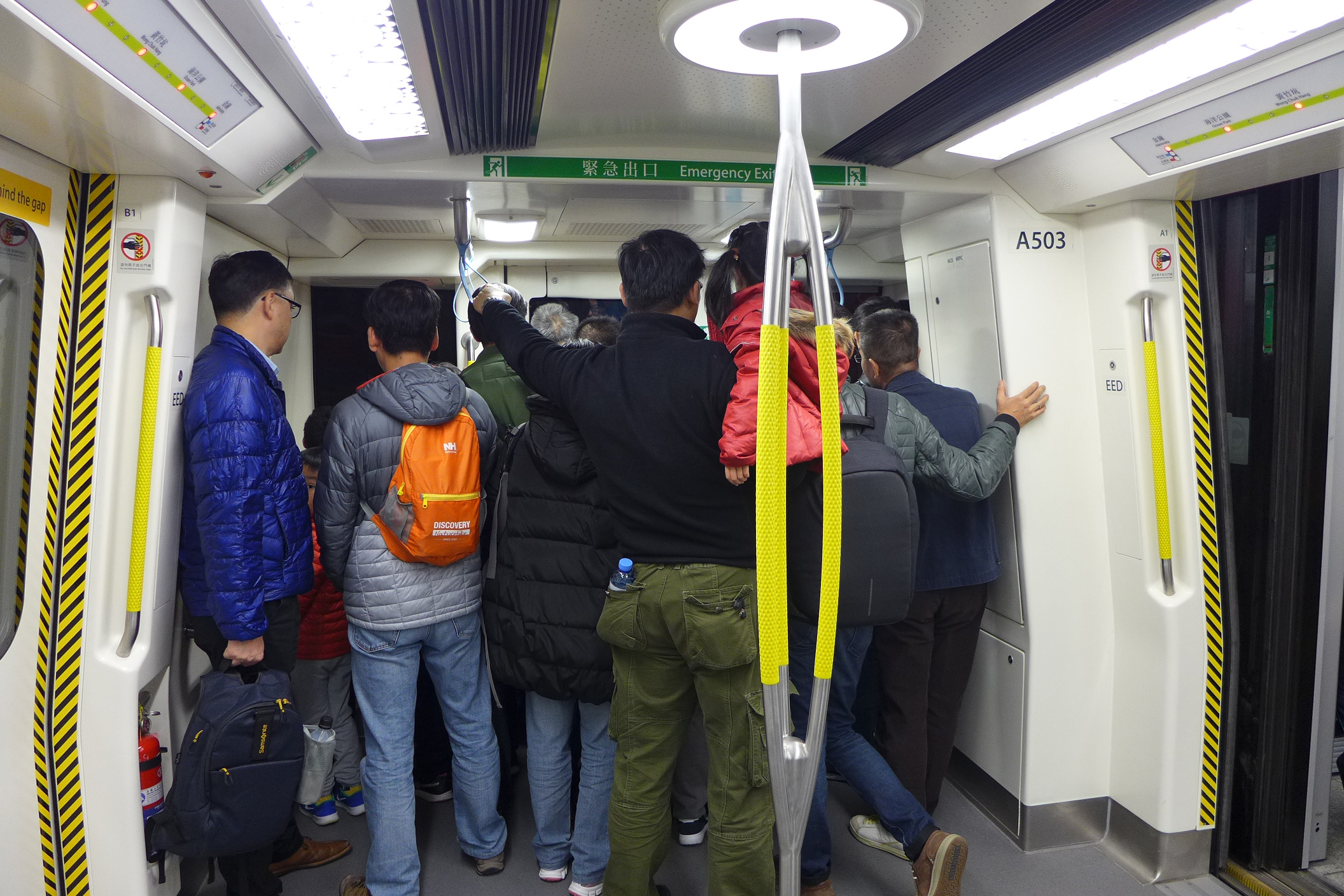
列車為開放式車廂，吸引不少乘客在車頭欣賞前方景色

## 設備
本列車車上配有以下設備，供乘客使用：
- 緊急通風窗：所有A卡車窗均設有緊急通風窗，而各B卡則各有2個車窗不設緊急通風窗。[15]
- 緊急通話器：每卡車廂均梅花間竹式在A及B面車門設置共5個緊急通話器，如有危急事故，乘客可以使用緊急通話器與控制室人員談話，控制室人員將獨立回應。開啟方式：按下按鈕。
- 滅火器：設於車卡交接位，如有火警可於職員指示下使用。
- 閉路電視：本列車與SP1900/1950型電動列車（IKK Train）一樣，車上都裝有閉路電視，控制室人員可在乘客按動緊急通話掣後，查看閉路電視以了解車廂情況；[9]閉路電視錄影帶會保留5日。[16]
- 緊急出口：乘客拉下門掣後，向外推開車門，並拉下斜道把手，斜道伸出，此時踏下腳板，便可步出離開車廂。設於第1及3卡車頭。

## 大事年表

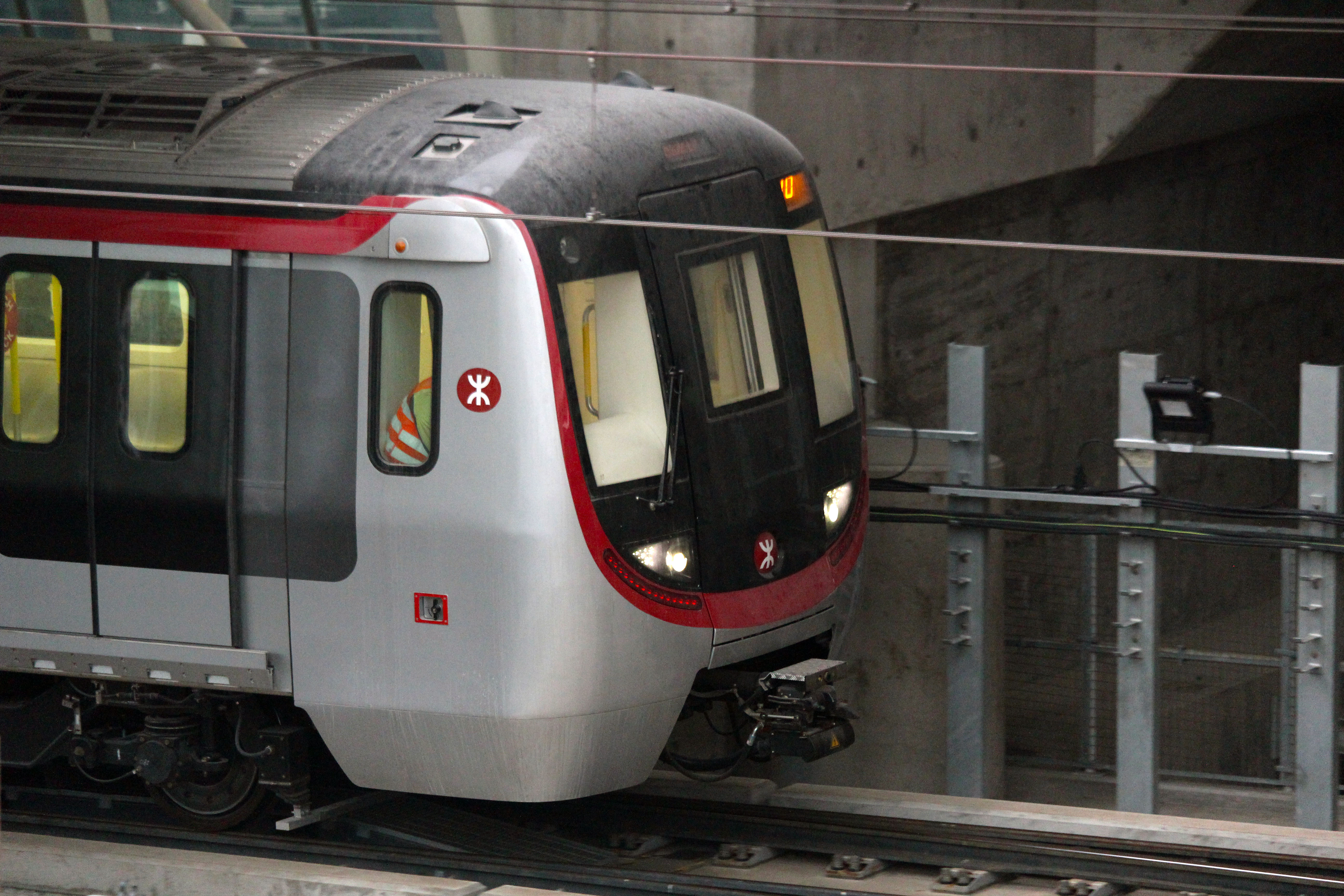
南港島綫中國製列車正駛入黃竹坑站進行測試（2016年9月）

- 2008年2月11日：宣佈計劃招標購入10列新列車。
- 2008年10月14日：批出10列新車合約予中國北車集團長春軌道客車股份有限公司，招標編號為C6554-07E，造價總值港幣11.3億元。[17]
- 2014年2月15日：一位自稱上海阿爾斯通交通設備（SATCO）員工於新浪微博稱第2編組的南港島綫列車在上海廠房下線，並用平板貨車暫時運至深圳赤灣港（路程約三天），準備以內河船發運至香港。
- 2014年2月19日：首列南港島綫列車由赤灣港運抵小蠔灣車廠，為首款中國製列車取道深圳港抵港。[18]
- 2016年12月28日：南港島綫全綫通車，此型號列車正式投入使用。

## 問題

### 南港島綫列車設計出錯報道
從蘋果日報所獲得的港鐵文件得知，港鐵訂購的南港島綫列車在設計上出錯，行車時可能撞到旁邊的裝置以致出軌。港鐵內部文件顯示列車部份機件，包括車軸軸承箱和齒輪箱均超出了列車動態限界，分別超出46.8毫米和25.8毫米，可能碰到管道兩側電線、水泥槽蓋、信號燈等，導致危險。列車動態限界為鐵路上預留的行車空間，以確保列車行走時的擺動在任何情況下都不會撞及旁邊的裝置。港鐵發言人否認列車設計上出現安全問題，指新列車現已進入生產階段。

### 列車測試時無故啟動「睡眠模式」（Unintended Sleep）
從明報所獲得的南港島綫信號系統測試報告得知，南港島綫列車在2016年9月14日的測試時於車廠無故啟動「睡眠模式」（Unintended Sleep），而當列車重新啟動後並駛至月台軌道時又再次啟動睡眠模式。此外，南港島綫列車在8月測試時亦曾出現集電弓無法正常升起；以及列車無法正確停泊在月台標準停車位置的問題。其中一次測試更錄得4.88米差距，即使採取自動修正功能亦未能完全修正。該報告在2016年10月28日發出，綜合了南港島綫列車在同年8月至10月測試期間所遇到的異常情況。2016年11月17日，港鐵車務經理（南港島線）黃偉明出席南區區議會的會議時承認列車曾發生進入「睡眠模式」的問題。事發時訊號系統無法偵察一輛列車的位置，經港鐵派人到各站調查後發現列車在海怡半島站進入了「睡眠狀態」。黃偉明認為問題「不能接受」，並指事件為輸入錯誤指令所致；他又指出目前仍有問題需要個別調整，包括列車未能對準月台標準停車位置及自動廣播出現時間不配合等問題。而蘋果日報的報道則指出，該測試報告揭露系統共有23項異常問題及22項須改正事項。其中包括黃竹坑車廠實際的路軌狀況與系統顯示不相符的問題，路軌上的列車不能顯示在監察系統上。另外更有列車車門及月台閘門無故開關、人手控制模式下車速出現極大波動的問題。港鐵發言人拒絕回應測試報告揭露的問題，指港鐵會加派人手協助乘客。機電工程署署長陳帆則表示，港鐵曾向機電工程署報告車務試運時的問題，當中大部分問題已經得以解決，然而陳帆亦承認部分問題仍待跟進。

### 其他
2014年3月4日，中國北車子公司生產的40輛列車，被新西蘭當地鐵路公司KiwiRail揭發，含致癌石棉物料，需緊急停用该批次列車；而對方已承認列車含石棉，涉及油漆和隔音物料。
港鐵亦有向集團另一子公司長春軌道客車股份購買32列列車（包括22列供市區綫使用及10列供南港島綫使用）。港鐵發言人指十分關注該事件，並會在本港進行全面測試，而測試後證實列車不含石棉。

## 外部連結
- 港鐵北車長客電動列車外貌 （页面存档备份，存于）
- 港鐵北車長客電動列車車頭 （页面存档备份，存于）
- 香港鐵路大典上的相关条目：港鐵市區綫‧南港島綫中國長春製列車